# Kanton Wingles
Kanton Wingles (francouzsky Canton de Wingles) je francouzský kanton v departementu Pas-de-Calais v regionu Hauts-de-France. Tvoří ho devět obcí. Před reformou kantonů 2014 ho tvořilo pět obcí.

## Obce kantonu
od roku 2015:
- Bénifontaine
- Estevelles
- Grenay
- Hulluch
- Loos-en-Gohelle
- Meurchin
- Pont-à-Vendin
- Vendin-le-Vieil
- Wingles

před rokem 2015:
- Bénifontaine
- Hulluch
- Meurchin
- Vendin-le-Vieil
- Wingles